# Britta Heidemann
Britta Heidemann (Boedapest, 22 december 1982) is een Duits voormalig schermer.

## Carrière
Heidemann won in 2004 olympisch zilver met het degen team.
Individueel won Heidemann in 2007 olympisch goud en in 2012 olympisch zilver
Heidemann werd in 2007 wereldkampioen individueel.
In 2016 werd Heidemann gekozen in de atletencommissie van het IOC. 

## Resultaten

### Olympische Zomerspelen
| Jaar | Plaats | Resultaten           |
| ---- | ------ | -------------------- |
| 2004 | Athene | 10e degen degen team |
| 2008 | Peking | degen                |
| 2012 | Londen | degen 5e degen team  |

### Wereldkampioenschappen schermen
| Jaar | Plaats          | Resultaten         |
| ---- | --------------- | ------------------ |
| 2002 | Lissabon        | degen              |
| 2003 | Havana          | degen team         |
| 2005 | Leipzig         | degen team         |
| 2006 | Turijn          | degen team         |
| 2007 | Sint Petersburg | degen · degen team |
| 2008 | Peking          | degen team         |
| 2009 | Antalya         | degen team         |
| 2010 | Parijs          | degen team         |
| 2013 | Boedapest       | degen              |
| 2014 | Kazan           | degen              |

1996: Laura Flessel ·
2000: Tímea Nagy ·
2004: Tímea Nagy ·
2008: Britta Heidemann ·
2012: Jana Sjemjakina ·
2016: Emese Szász ·
2020: Sun Yiwen ·
2024: Vivian Kong